# Mesomede di Creta
Mesomede di Creta (in greco Μεσομήδης ὁ Κρής; Creta, I secolo – dopo il 138) è stato un poeta e compositore greco antico.

## Biografia
Mesomede era un liberto dell'imperatore Adriano, sul cui preferito Antinoo si dice che abbia scritto un panegirico, specificamente chiamato "Inno citaredico". Egli continuò ad operare nel Museo di Alessandria d'Egitto anche dopo la morte di Adriano (138); lì la Historia Augusta riporta che durante il regno di Antonino Pio (138–161) il suo stipendio statale fu ridotto. L'imperatore Caracalla (212–217) onorò Mesomede con un cenotafio circa mezzo secolo anni dopo la sua morte.

## Opere
Prima della scoperta dell'epitaffio di Sicilo alla fine del XIX secolo, gli inni di Mesomede erano l'unica musica scritta sopravvissuta del mondo antico. Gli inni (Al Sole, a Nemesi e Calliope ed Apollo) furono pubblicati da Vincenzo Galilei nel suo Dialogo della musica antica e della moderna (Firenze, 1581), durante un periodo di intenso interesse per la musica degli antichi greci.
Di Mesomede abbiamo, comunque, altre 10 poesieː un indovinello su una Sfinge e un frammento in cui si descrive la fabbricazione del vetro; otto componimenti in dialetto dorizzante, senza notazioni musicali ma con scolii metrici, che comprendono un inno alla Natura (εἰς την Φύσιν), uno a Iside, una preghiera al mare Adriatico, due descrizioni di un orologio solare, la descrizione di una spugna, due favole.